# Бакланова Муравейка
Бакла́нова Мураве́йка (укр. Бакла́нова Мураві́йка) — село Куликовского района Черниговской области Украины, центр сельского совета. Население 645 человек.
Код КОАТУУ: 7422780501. Почтовый индекс: 16312. Телефонный код: +380 4643.

## Власть
Орган местного самоуправления — Бакланово-Муравейский сельский совет. Почтовый адрес: 16312, Черниговская обл., Куликовский р-н, с. Бакланова Муравейка, ул. Центральная 44-а, тел. 2-83-45.